# Grekisk litteratur
Litteratur på grekiska har en lång historia som anses börja med Homeros och den grekiska antikens litteratur.